# Лекко (провінція)
Провінція Лекко (італ. Provincia di Lecco) — провінція в Італії, у регіоні Ломбардія. 
Площа провінції — 816 км², населення — 341 751 осіб.
Столицею провінції є місто Лекко.

## Географія
Межує на півночі і на заході з провінцією Комо, на півдні з провінцією Монца і Бріанца, на сході і на півночі з провінцією Сондріо і на сході з провінцією Бергамо.

## Основні муніципалітети
Найбільші за кількістю мешканців муніципалітети (ISTAT, 31/12/2007):
| Ном. | Муніципалітет       | Населення (осіб) | Площа (км²) | Густота (ab/км²) | Висота (м.н.р.м.) |
| ---- | ------------------- | ---------------- | ----------- | ---------------- | ----------------- |
| 1°   | Лекко               | 47.325           | 45          | 1052             | 214               |
| 2°   | Мерате              | 14.704           | 11          | 1337             | 292               |
| 3°   | Калолціокорте       | 14.226           | 9,14        | 1556             | 210               |
| 4°   | Казатеново          | 12.369           | 12,7        | 974              | 356               |
| 5°   | Валмадрера          | 11.362           | 12,56       | 905              | 237               |
| 6°   | Манделло-дель-Ларіо | 10.544           | 41,77       | 252              | 200               |
| 7°   | Галб'яте            | 9.000            | 16,14       | 537              | 371               |
| 8°   | Оджоно              | 8.457            | 7,9         | 1071             | 268               |
| 9°   | Міссалья            | 8.232            | 11          | 748              | 326               |
| 10°  | Коліко              | 7.203            | 35          | 206              | 218               |

## Зовнішні посилання
- Церква Санта-Марія-ді-Ольчо (Льєрна)